# Будинок зі скла
«Будинок зі скла» — перший макси-сингл гурту Океан Ельзи, побачив світ у 1996 році на аудіокасетах, виданих компанією «Гарба». Запис і мікшування першого альбому гурту був здійснений протягом двох днів у Будинку звукозапису українського радіо звукорежисером Валерієм Папченко. Офіційного релізу цей максі-сингл не мав і кліп на нього не було відзнято.

## Композиції
1. Будинок зі скла (2:27)
2. Ти не питай[1] (4:27)
3. Мікі Маус (4:56)
4. Новий день (2:14)
5. Вона підійшла до вікна (4:33)
6. Кам'яний ліс (2:22)

## Музиканти
1. Святослав Вакарчук — вокал
2. Павло Гудімов — гітара
3. Юрій Хусточка — бас-гітара
4. Денис Глінін — барабани